# Los Guerreros
I Los Guerreros sono stati un tag team formato da Eddie Guerrero e suo nipote Chavo, attivo nella World Championship Wrestling e in WWE tra il 2002 e il 2003.

## Gli inizi

### WWE (2002-2004)
Verso la fine del 2002 Eddie passa dal roster di Raw, dove era stato per ben due volte WWE European Champion e WWE Intercontinental Champion a quello di SmackDown. Qui ritrova il nipote Chavo anche lui da poco ritornato a SmackDown ed insieme decidono di formare i "Los Guerreros". Il loro motto è "Lie, Cheat and Steal" ovvero "Mentire, Imbrogliare e Rubare" motto che dopo lo scioglimento diventerà il grido di battaglia di Eddie, nonché il titolo della sua entry music. Il duo incomincia subito con un torneo indetto dall'allora General Manager di SmackDown Stephanie McMahon, ma il sogno di conquistare le cinture di coppia alla prima grande occasione va in fumo, quando verso la fine del torneo incontrano e vengono battuti dal tag team formato da Chris Benoit e Kurt Angle. L'occasione giusta si presenta di lì a poco nel edizione del 2002 delle Survivor Series in un Triple Threat Elimination Match contro il duo formato nuovamente da Chris Benoit e Kurt Angle e un'altra coppia formata da Edge e Rey Mysterio. Il sogno pero dura solo 3 mesi infatti l'appena nato Team Angle formato da Charlie Haas e Shelton Benjamin sotto la guida di Kurt Angle gli strappa i titoli in prossimità del PPV No Way Out edizione del 2003. Il brutto momento per i due non sembra finire perché di lì a poco Chavo rimedia un infortunio che lo costringerà a un forzato stop per circa quattro mesi, nel quale il duo si scioglie per poi riformarsi al rientro dello stesso Chavo nel mese di settembre.

## Il successo
Dopo il rientro di Chavo inizia un nuovo capitolo per la coppia che conquisterà per la seconda volta contro Charlie Haas e Shelton Benjamin ora World's Greatest Tag Team le cinture di coppia.
In poco tempo il duo riscontra un grande successo da parte del pubblico, soprattutto dopo la conquista per la seconda volta del titolo WWE Tag Team Champions.
Il punto di forza di questo tag team è sicuramente Eddie che grazie alla sua furbizia riesce a portare a casa i match disputati.

## Rottura
Il successo, si sa, provoca invidia e Chavo se ne rende conto. Si accorge che il pubblico sta più con Eddie che con lui, e il fatto che Eddie era anche WWE United States Champion non migliora le cose.
Dopo la perdita del titolo di coppia contro i Basham Brothers, Chavo dà la colpa per la perdita dei titoli a Eddie dicendogli di non essere più quello di una volta, di non avere più la grinta che aveva agli inizi.
Chavo incomincera ad attaccare Eddie più volte, facendo nascere di lì a poco una faida tra i due.
La prima volta lo fa in occasione di un match indetto dall'allora GM Kurt Angle, che aveva cercato di far fare pace ai due.
Il match contro i Basham Brothers era valevole per le cinture di coppia e per i Los Guerreros si stava mettendo bene fino a che verso al fine del incontro Chavo decide di abbandonare lo zio da solo sul ring in balia degli avversari.
Sembrerebbe finita li, ma dopo la fine dell'incontro Chavo ritorna sul ring per finire il lavoro dei fratelli Basham, colpendolo con calci e pugni e lasciandolo sul ring sanguinante. 
Ma non è finita perché una settimana dopo sempre a SmackDown la faida coinvolge anche il fratello di Eddie non che padre di Chavo, Chavo sr..
Il padre di Chavo sembra voler fare da pacere tra i due. Invece era solo una trappola organizzata da padre e figlio che insieme si scatenano su Eddie per l'ennesima volta.
A inizio 2004 alla PPV Royal Rumble va in scena un match i due, match vinto ad Eddie con una Frog Splash che segnerà la definitiva fine del duo, ma darà l'inizio ad una nuova era per Eddie che all'edizione 2004 di No Way Out contro Brock Lesnar vincerà il titolo WWE. Anche Chavo poco dopo vincerà il WWE Cruiserweight Title contro Rey Mysterio.